# Dolichopus terminalis
Dolichopus terminalis är en tvåvingeart som beskrevs av Friedrich Hermann Loew 1866. Dolichopus terminalis ingår i släktet Dolichopus och familjen styltflugor. Inga underarter finns listade i Catalogue of Life.